# Virgil Măgureanu
Virgil Măgureanu (născut Virgil Astaloș; n. 19 martie 1941, Giurtelecu Hododului, Regatul Ungariei) este un agent român de informații, primul director al Serviciului Român de Informații, în funcție în perioada 1990–1997.

## Biografie
Virgil Măgureanu s-a născut la data de 19 martie 1941, în satul Giurtelecu Hododului din comuna Hodod (județul Satu Mare), numindu-se la naștere Virgil Astaloș. A urmat cursurile Facultății de Filosofie din cadrul Universității din București (1964–1969), obținând titlul de doctor în științe politice la Universitatea din București (1978).
După absolvirea facultății a fost cadru universitar de psihosociologie la Academia de Studii Social Politice “Ștefan Gheorghiu” din București (1969-1989). După cum afirmă generalul Ion Mihai Pacepa, Măgureanu a devenit colaborator al Securității interne în februarie 1972 și a fost apoi încadrat în DIE cu grad de căpitan și numele conspirativ "Mihăilă Mihai". Documentele originale care atestă calitatea sa de ofițer de Securitate se află în arhivele DIE. (...) În 1978, Academia i-a oferit un post de profesor și Măgureanu a cerut conducerii DIE să fie trecut în rezervă. Cererea i-a fost aprobată parțial. A fost trecut în rezervă, dar a fost menținut colaborator. Sarcina lui era să sprijine efortul DIE de a trimite la Academie cadrele sale acoperite fără a le deconspira apartenența la Securitate. Ofițerul de legătură al lui Măgureanu în această nouă poziție a fost generalul Nicolae Ceaușescu, fratele dictatorului, care funcționa ca director de cadre al DIE sub numele conspirativ "Nicu Călin".
În mai 1989 a fost plasat sub domiciliu forțat la Focșani, fiind angajat ca muzeograf la Muzeul Județean Vrancea, ca urmare a opoziției față de regimul Ceaușescu. În perioada decembrie 1989 – martie 1990, este membru al CFSN și CPUN, participând, la 25 decembrie 1989, la procesul soților Ceaușescu de la Târgoviște.
La data de 26 martie 1990, prin Decretul nr. 181, Virgil Măgureanu a fost numit în funcția de director al Serviciului Român de Informații, îndeplinind această funcție până la 25 aprilie 1997, când a demisionat. În paralel, între anii 1994–prezent, predă în calitate de profesor de sociologie politică la Facultatea de Sociologie și Asistență Socială a Universității din București.

## Lucrări publicate
- Declinul sau apoteoza puterii? (Editura Rao, 2003) [5]
- Sociologie politică (Editura Rao, 2007)
- De la regimul comunist la regimul Iliescu (Editura Rao, 2009), volum de dialoguri al lui Virgil Măgureanu cu Alex Mihai Stoenescu.[6]

## Controverse
A fost suspectat că a fost omul din umbră în marile scandaluri de corupție: Eurocolumna, afacerile cu petrol, Țigareta I și Țigareta II, Bastos, Porțelanul, Megapower și Vila de la Giurtelec.
Pe 13 iunie 2017 a fost trimis alături de Ion Iliescu, Petre Roman, Gelu Voican Voiculescu, Miron Cozma și alții în judecată, pentru infracțiuni contra umanității. În data de 10 decembrie 2020 instanța a decis retrimiterea dosarului la Parchet, pentru refacerea rechizitoriului.

### Interviuri
- "Am vrut sa intru in politica dintotdeauna", 22 martie 1998, Evenimentul zilei
- Cum a apărut SRI / Măgureanu: “Știam că nu va fi un pension de fecioare”, 16 septembrie 2009, Ionel Dancu, Adevărul
- "În anii ’90, stenogramele nu deveneau probă juridică"[nefuncțională]
, 11 ianuarie 2011, Toma Roman Jr, Jurnalul Național
- Măgureanu: „Talpeș pleca la americani cu mapa, pe asta și-a construit cariera”, 27 mai 2005, Evenimentul zilei
- Virgil Măgureanu: 'Talpeș a dat americanilor lista spionilor români, fără să-i fie cerută!', 23 decembrie 2008, Octavian Andronic, Amos News

#### Interviu despre Revoluție
- Virgil Măgureanu despre evenimentele din '89: A fost lovitură de stat, 14 martie 2010, Adevărul